# Corriere della Somalia
Il Corriere della Somalia è stato un quotidiano somalo in lingua italiana.
La testata fu fondata nel 1929, in piena epoca coloniale, con una foliazione di 4 pagine e sei uscite settimanali. La redazione e lo stabilimento di stampa (curata dalla "Regia tipografia coloniale") avevano sede a Mogadiscio. Primo direttore fu Renzo Meregazzi.
Dal 1º luglio 1934 fino all'occupazione britannica il giornale fu affidato alla locale federazione del PNF, cambiando denominazione in Somalia Fascista. Durante l'amministrazione britannica il quotidiano continuò ad uscire, con articoli in lingua italiana, inglese ed araba, sotto il nome di Somali Courier - Corriere della Somalia.
Dal 1950, con l'amministrazione fiduciaria italiana, il giornale seguitò ad uscire come Il Corriere della Somalia ed il sottotitolo Quotidiano di Mogadiscio, passando progressivamente, a partire dal 1956, sotto il controllo degli organi di autogoverno locale.
La testata proseguì le pubblicazioni anche dopo l'indipendenza somala nel 1960, cessando l'attività solo dopo il colpo di Stato nel 1969 che porterà al potere Mohammed Siad Barre, venendo sostituito poi dal giornale Stella d'ottobre che proseguì le pubblicazioni in lingua italiana fino al 1973.